# أومارألميدا كوينتانا
أومار ألميدا كوينتانا (من مواليد 28 أكتوبر 1981 , هافانا ) هو لاعب شطرنج كوبي [] . أصبح ألميدا كينتانا أستاذ دولي كبير في عام 2006.
في عام 2010 فاز مناصفة مع مع ميرزويف في دوري ألباسيتي [].

## روابط خارجية
- أومارألميدا كوينتانا على موقع الاتحاد الدولي للشطرنج (الإنجليزية)
- أومارألميدا كوينتانا على موقع مباريات الشطرنج (الإنجليزية)
- أومارألميدا كوينتانا على موقع 365Chess.com (الإنجليزية)
- أومارألميدا كوينتانا على موقع Chesstempo.com (الإنجليزية)